# Théorème de convergence de Lévy
En théorie des probabilités, le théorème de convergence de Lévy, nommé d'après le mathématicien Paul Lévy, relie la convergence en loi d'une suite de variables aléatoires avec la convergence ponctuelle de leurs fonctions caractéristiques. Ce théorème est également appelé théorème de continuité de Lévy, théorème de continuité de Lévy-Cramér ou encore en associant d'autres noms tels que théorème de Lévy-Cramér-Dugué.
Ce théorème de convergence fondamental est particulièrement utile pour démontrer le théorème central limite.

## Historique
L'utilisation des fonctions caractéristiques en théorie des probabilités remonte aux travaux de Pierre-Simon de Laplace entre 1812 et 1820. Cependant leur première utilisation rigoureuse dans une démonstration date des travaux d'Alexandre Liapounov en 1901. La première version du théorème général de continuité a été établie en 1922 par Paul Lévy qui considère une convergence uniforme des fonctions caractéristiques dans un voisinage de l'origine,. Une démonstration plus générale est ensuite issue d'une discussion entre Lévy et George Pólya.
Une version plus générale a été donnée par Salomon Bochner en 1933. Depuis, de nombreuses extensions ont été étudiées.

## Énoncés

### Énoncé simple
Posons une suite de variables aléatoires {\displaystyle (X_{n})_{n\in \mathbb {N} }}, pas nécessairement définies sur le même espace de probabilité. Les fonctions {\displaystyle \varphi _{n}} et {\displaystyle \varphi } sont les fonctions caractéristiques respectives des variables aléatoires {\displaystyle X_{n}} et {\displaystyle X} définies par :
{\displaystyle \varphi _{n}(t)=\mathbb {E} [e^{itX_{n}}]\quad \forall t\in \mathbb {R} ,\ \forall n\in \mathbb {N} \quad {\text{et}}\quad \varphi (t)=\mathbb {E} [e^{itX}]\quad \forall t\in \mathbb {R} .}
Théorème de continuité de Lévy — 
{\displaystyle \left\{\forall t\in \mathbb {R} :\varphi _{n}(t)\to \varphi (t)\right\}\quad \Leftrightarrow \quad \left\{X_{n}{\xrightarrow {\mathcal {L}}}X\right\}}.

### Énoncé plus détaillé
Posons une suite de variables aléatoires {\displaystyle (X_{n})_{n\in \mathbb {N} }}, pas nécessairement définies sur le même espace de probabilité. La fonction {\displaystyle \varphi _{n}} est la fonction caractéristique de la variable aléatoire {\displaystyle X_{n}} définie par :
{\displaystyle \forall n\in \mathbb {N} ,\ \forall t\in \mathbb {R} ,\ \varphi _{n}(t)=\mathbb {E} [e^{itX_{n}}].}
Théorème de continuité de Lévy (plus détaillé) — 
Si la suite de fonctions caractéristiques converge ponctuellement vers une fonction {\displaystyle \varphi }, c'est-à-dire : {\displaystyle \forall t\in \mathbb {R} ,\ \varphi _{n}(t)\to \varphi (t),} alors les assertions suivantes sont équivalentes.
- {\displaystyle (X_{n})_{n\in \mathbb {N} }} converge en loi vers une variable aléatoire {\displaystyle X} (ce qui se note {\displaystyle X_{n}\ {\underset {n\rightarrow \infty }{\xrightarrow {\mathcal {L}}}}\ X}) ;
- {\displaystyle (X_{n})_{n\in \mathbb {N} }} est tendue : c'est-à-dire {\displaystyle \lim _{x\to \infty }\left(\sup _{n}\operatorname {P} {\big [}\,|X_{n}|>x\,{\big ]}\right)=0} ;
- la fonction {\displaystyle \varphi } est la fonction caractéristique d'une variable aléatoire {\displaystyle X} ;
- la fonction {\displaystyle \varphi } est une fonction continue ;
- la fonction {\displaystyle \varphi } est continue en 0.

### Énoncé pour les lois de probabilité
Le théorème de continuité de Lévy ne dépend pas du choix des variables aléatoires mais de leur loi. Considérons une suite {\displaystyle (\mu _{n})_{n\in \mathbb {N} }} de lois de probabilité, c'est-à-dire de mesures positives de masse 1 sur {\displaystyle \mathbb {R} ^{m}}. Notons respectivement {\displaystyle {\hat {\mu _{n}}}} et {\displaystyle {\hat {\mu }}} leur transformées de Fourier, définies par 
{\displaystyle \forall t\in \mathbb {R} ,\ {\hat {\mu }}_{n}(t)=\int e^{itx}\mu _{n}({\rm {d}}x)\quad {\text{et}}\quad {\hat {\mu }}(t)=\int e^{itx}\mu ({\rm {d}}x)}
Théorème de continuité de Lévy (pour les mesures), — 
{\displaystyle (\mu _{n})_{n\in \mathbb {N} }} converge étroitement vers {\displaystyle \mu } si et seulement si {\displaystyle ({\hat {\mu }}_{n})_{n\in \mathbb {N} }} converge vers une fonction continue en 0.
De plus cette fonction continue en 0 est égale à la transformée de Fourier {\displaystyle {\hat {\mu }}}.
Une démonstration est disponible dans l'ouvrage de Varadhan, Théorème 2.3, p. 26.

### Généralisations
Grâce à l'utilisation de la théorie des transformées de Fourier, le théorème de continuité de Lévy a été généralisé sur des espaces à structures algébriques et topologiques. 
En 1965, J. Feldman donne une version du théorème de continuité pour les espaces de Hilbert.
En 1972, Charles A. Akemann et Martin E. Walter donnent une version pour les groupes localement compacts ; S. R. Barker en 1976 et Philippe Bougerol en 1984 s'intéressent au cas des groupes localement compacts séparables ; en 1978, S. Teleman et E. Siebert énoncent le cas des groupes localement compacts non nécessairement séparables. Le cas des hypergroupes (en) localement compacts a été étudié par W. R. Bloom en 1995 et David A. Edwards en 1991 et 1999. En 1998, W. Banaszczyk étudie le cas des groupes topologiques (abéliens) nucléaires, généralisant ainsi les résultats de Xavier Fernique en 1968 et de Pierre Boulicaut en 1972 sur les espaces nucléaires.

## Utilisations
Le théorème de convergence de Lévy permet entre autres de montrer le théorème central limite ou encore le théorème des événements rares, dit théorème de Poisson.